# مایلین (آلاباما)
مایلین (به انگلیسی: Maylene) یک منطقهٔ مسکونی در ایالات متحده آمریکا است که در شهرستان شلبی، آلاباما واقع شده‌است. مایلین ۱۴۹٫۹۶ متر بالاتر از سطح دریا واقع شده‌است.